# داگلاس دی‌سی-۴
داگلاس دی‌سی-۴ یک هواپیمای مسافربری پروانه‌ای است که توسط شرکت هواپیمایی داگلاس، تولید شده‌است. این هواپیما در دوران جنگ جهانی دوم، در حمل و نقل هوایی برلین بکار می‌رفته و تا دهه ۱۹۶۰ میلادی، این هواپیما کاربرد نظامی نیز داشته‌است. از سال ۱۹۴۵ بسیاری از شرکت‌های هوایی، از آن به عنوان هواپیمای غیرنظامی استفاده نموده‌اند.

## طراحی و گسترش
طراحی دی‌سی-۴ برای نخستین بار توسط شرکت هواپیمایی داگلاس و به منظور کامل کردن طرح هواپیمای موفق داگلاس دی‌سی-۳ ولی با چهار موتور، انجام شد.

## مشخصات فنی
- تعداد خدمه:۴ نفر
- ظرفیت:۸۶ مسافر
- طول:۲۸٫۶ متر
- فاصله دو سر بال:۳۵٫۸ متر
- بلندی:۸٫۳۸ متر
- مساحت بال:۱۳۵٫۶ متر مربع
- جرم خالص:۱۹۶۴۰ کیلوگرم
- جرم ناخالص:۲۸۸۰۰ کیلوگرم
- بیشترین جرم برخاست:۳۳۱۰۰ کیلوگرم
- بیشترین سرعت:۴۵۰ km/h
- سرعت گشت زنی:۳۶۵ km/h
- برد:۶۸۳۹ کیلومتر